# Вітрило (архітектура)

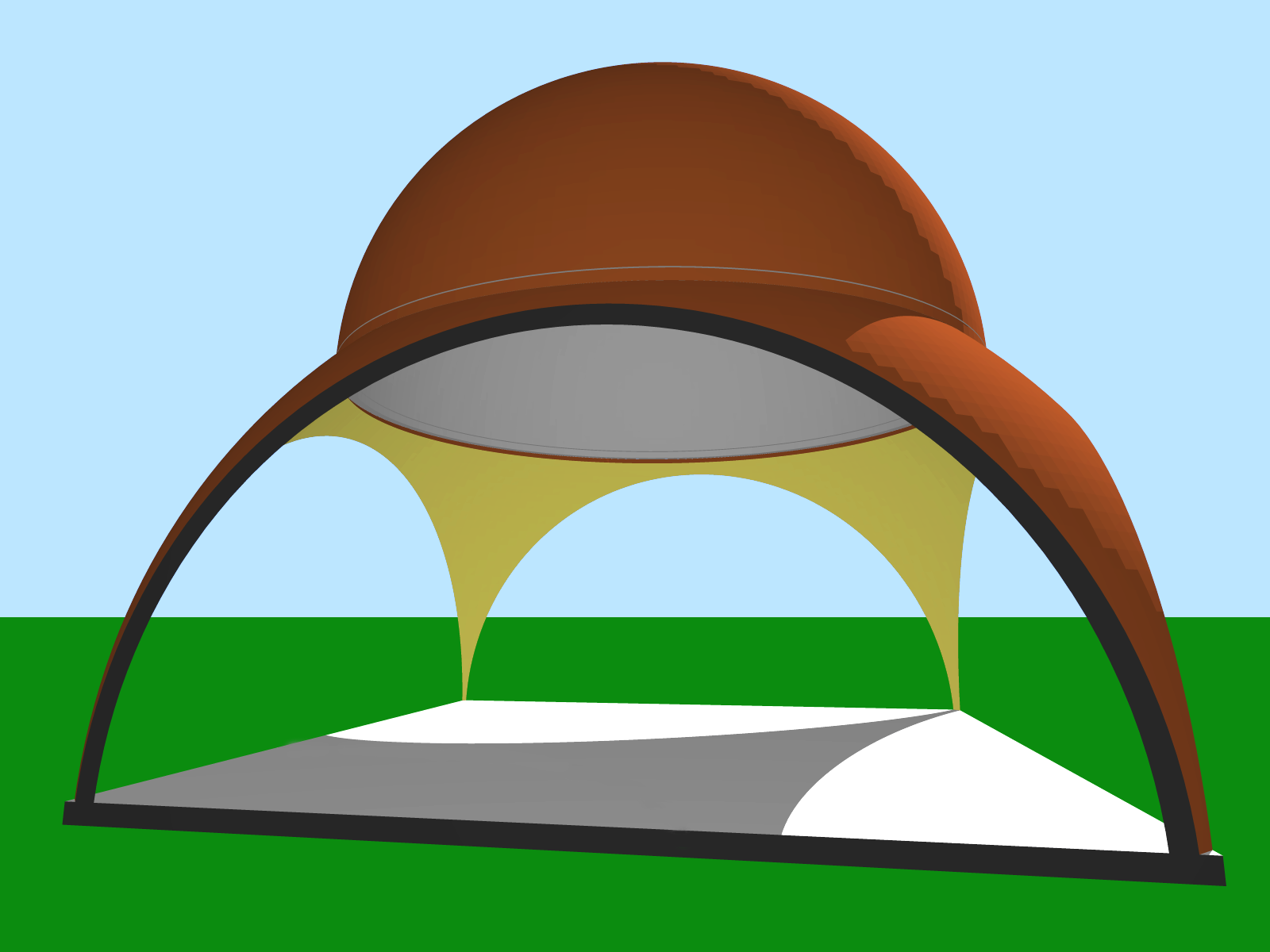
Вітрила склепіння (жовті)

Вітри́ло, па́рус, пандатив — елемент склепіння у вигляді вигнутої трикутної форми, що дозволяє здійснити перехід від прямокутної основи до купольного перекриття або його барабана. Вітрило заповнює простір між підпружними арками, що поєднують сусідні стовпи підкупольного квадрата. Верхні сторони сферичних трикутників в сумі утворюють окружність і розподіляють навантаження по периметру арок.
Попередниками вітрила були східчаста кладка і тромп.

## Типи вітрил склепіння
Вітрила різняться за конструкцією на балково-консольні і арочно-склеписті.

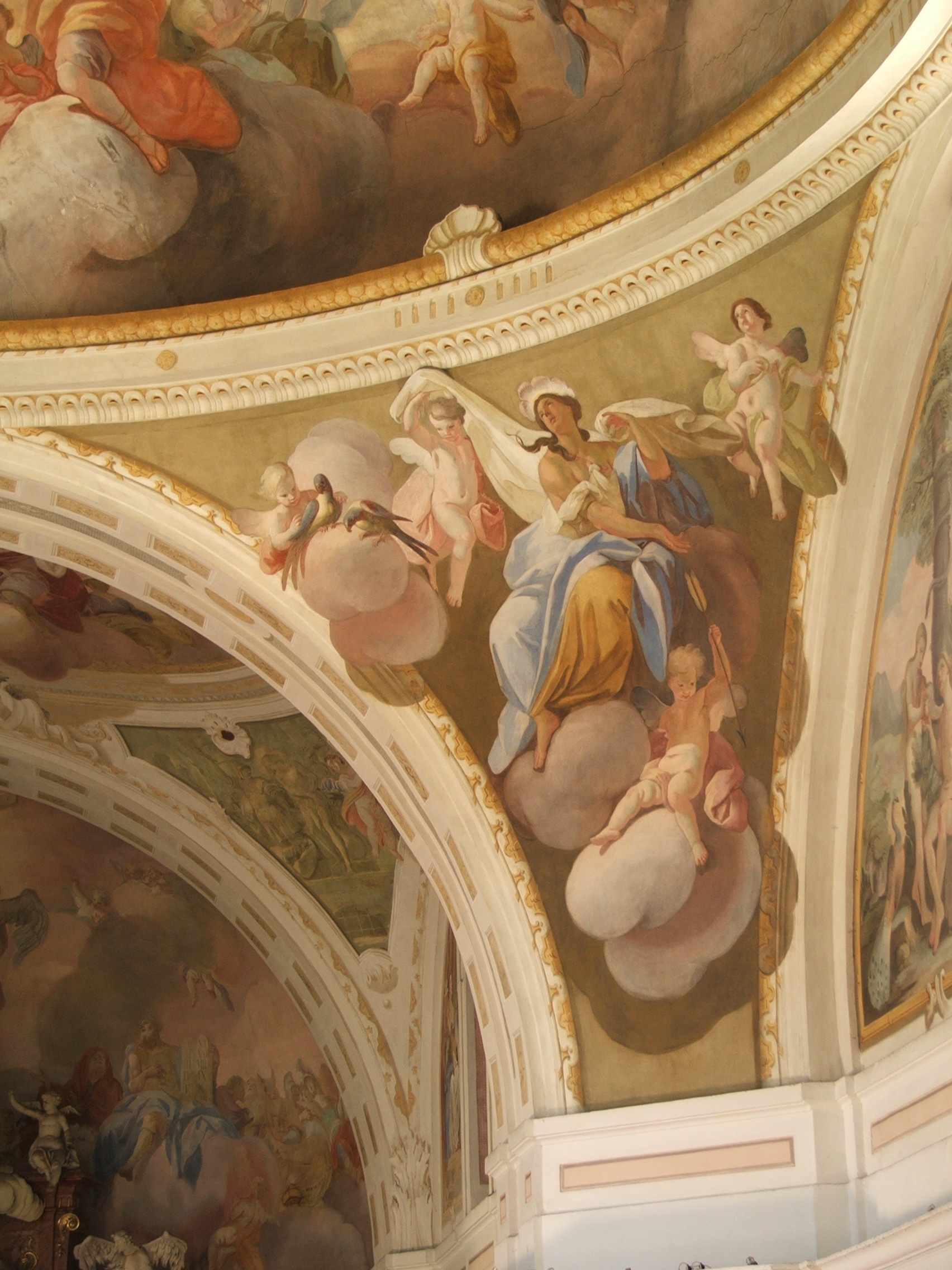
Розпис вітрила

Балково-консольні:
- балковий — утворюється балковим покриттям кута нижнього приміщення, що підтримує несну стіну верхнього багатокутного поясу, який слугує основою купольного покриття;
- східчасто-нішевий — утворюється декількома рядами прямокутних ніш, підвищувальних східчасто одна над одною;
- східчасто-консольний — утворюється декількома рядами виступних блоків, каменів або цеглин;
- сталактитовий — декоративний, з конструкціями східчасто-консольних і консольних вітрил.

Арочно-склеписті (серед них тромпи):
- лійкоподібний — утворюється декількома арками, що підвищуються східчасто (відносно лійкоподібного конуса) одна над одною;
- конховий — перекриває напівциліндричні об'єми (ніші, абсиди);
- сферичний або пандати́в[2] (фр. pendentif від лат. pandatio — «викривлення, жолоблення») — частина купольного склепіння у вигляді увігнутого сферичного трикутника, що перекриває кут зазвичай квадратного в плані приміщення;
- арковий — утворюється каркасом із взаємно перепендикулярних арок із сферичним заповненням;
- арково-склепистий — утворюється склепінням, завершеним аркою, викладеною в площині стіни верхнього багатокутного поясу, що слугує основою купольного покриття.

## Галерея

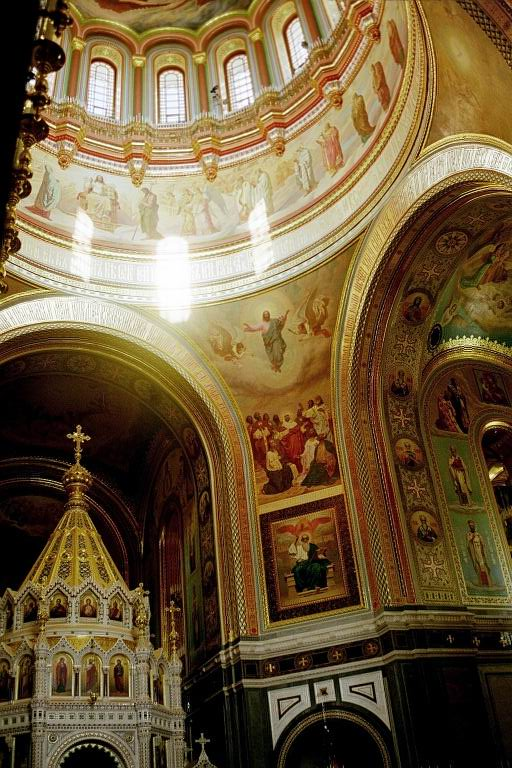
Арки (ліворуч і праворуч), купол (зверху) і вітрило (центр)
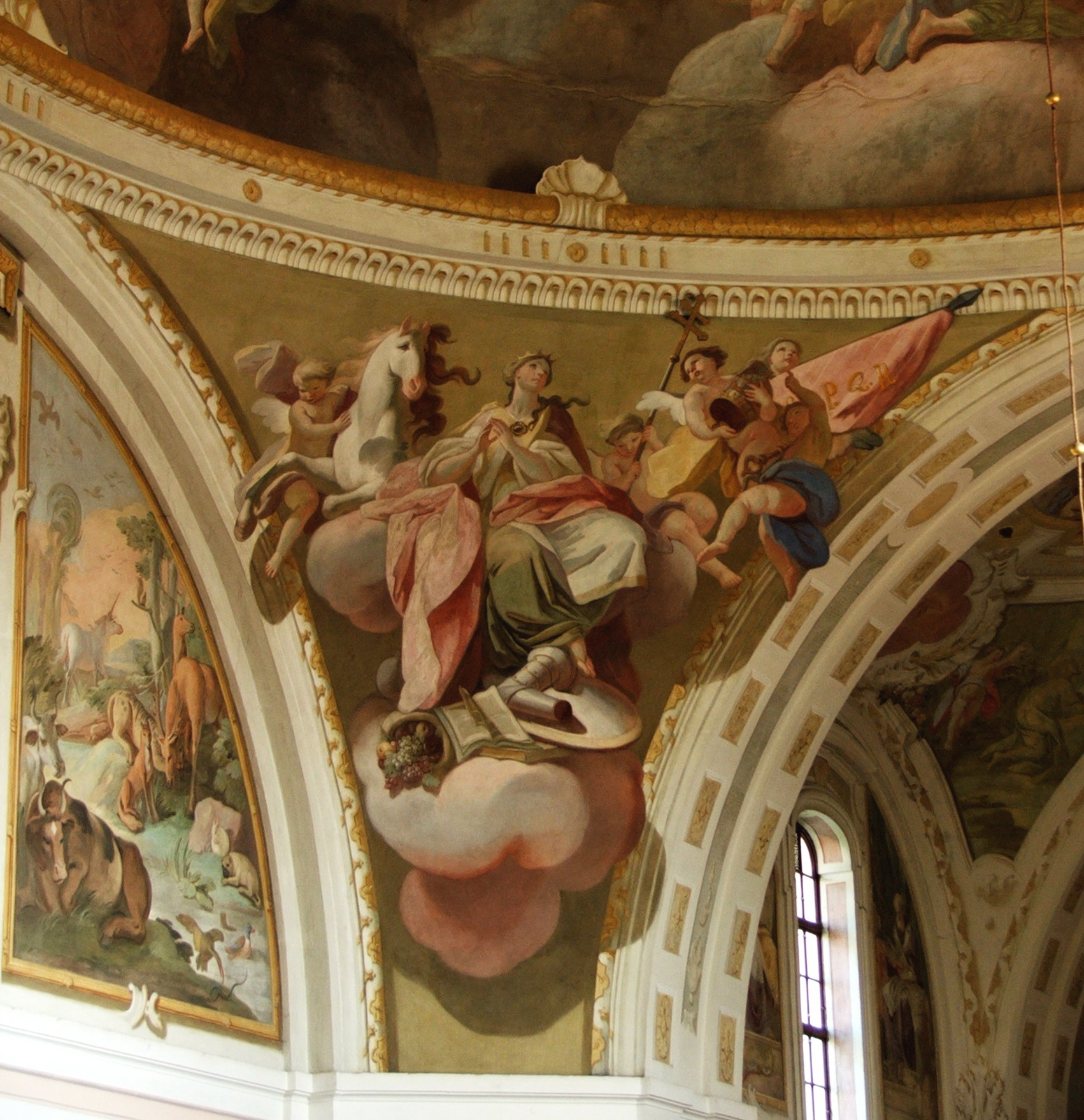
Церква Пресвятої Трійці (Фульнек) у Чехії
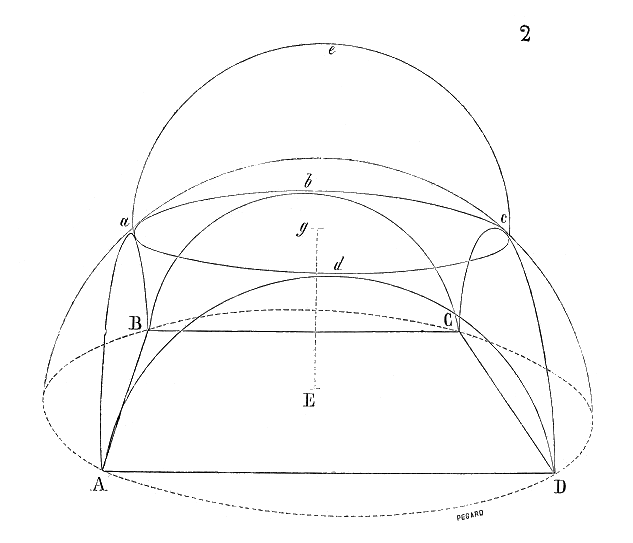
Утворення вітрила
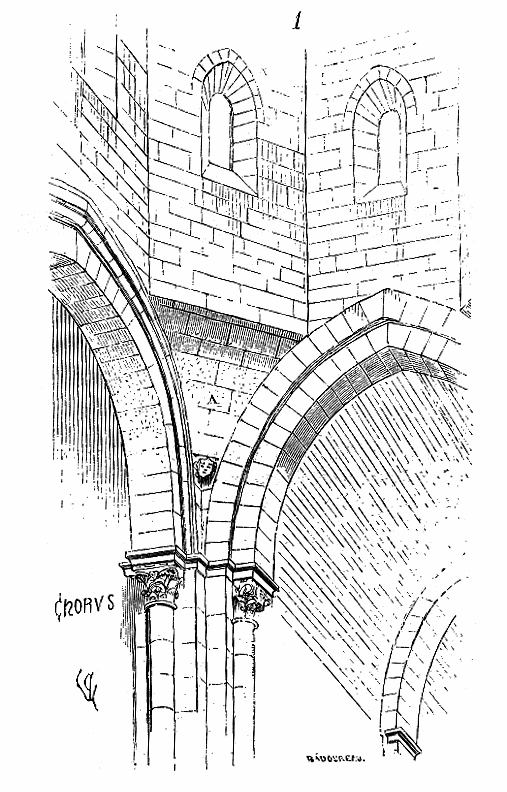
Вітрило, позначене 'А'